# Idea littoralis
Idea littoralis är en fjärilsart som beskrevs av Talbot 1941. Idea littoralis ingår i släktet Idea och familjen praktfjärilar. Inga underarter finns listade i Catalogue of Life.